# بریجپورت (کنتیکت)
بریجپورت بزرگ‌ترین شهر ایالت کنتیکت در کشور آمریکا است.